# La Machi Comunicació per a Bones Causes
La Machi Comunicació per a les Bones Causes és una agència de comunicació argentina-espanyola creada el 2012. Està especialitzada en drets humans, cultura cívica, valors religiosos i ecologia. Té oficines a Barcelona, Buenos Aires i Roma. L’agència produeix mensualment The Pope Video des del 2015 i ha creat l’aplicació Click to pray per difondre les intencions del Sant Pare, una app que utilitzen persones de 203 països.
Entre els premis rebuts, l’Agència va ser seleccionada com a Millor pime de màrqueting internacional per l’ Associació de Màrqueting Argentina el 2015 i el 2016, Bravo el 2017, i el 2018 va ser seleccionada com a millor agència social d’ Espanya, segons el rànquing FICE.